# Hyposidra salebrata
Hyposidra salebrata är en fjärilsart som beskrevs av Louis Beethoven Prout 1937. Hyposidra salebrata ingår i släktet Hyposidra och familjen mätare. Inga underarter finns listade i Catalogue of Life.